# Condado de Plumas
O condado de Plumas (em inglês:  Plumas County) é um dos 58 condados do estado americano da Califórnia. Foi fundado em 1854. A sede do condado é Quincy e sua única cidade incorporada é Portola.

## Geografia
De acordo com o United States Census Bureau, o condado possui uma área de 6 769 km², dos quais 6 612 km² estão cobertos por terra e 156 km² por água.

## Demografia
Segundo o censo nacional de 2010, o condado possui uma população de 20 007 habitantes e uma densidade populacional de 3 hab/km². Possui 15 566 residências, que resulta em uma densidade de 2 residências/km².